# 素理想
在数学中，素理想（Prime ideal）是环的一个子集，与整数环中的素数共享许多重要的性质。

## 正式定义
- 环R的理想P是素理想，当且仅当它是一个真理想（也就是说，P ≠ R），且对于R的任何两个理想A和B，若有AB ⊆ P，则A ⊆ P或B ⊆ P。

## 交换环的素理想
素理想对交换环有一个较简单的描述：设R是一个交换环，如果它具有以下两个性质,那么R的理想P是素理想：
- 只要a，b是R的两个元素，使得它们的乘积ab位于P内，那么要么a位于P内，要么b位于P内。
- P不等于整个环R。

这推广了素数的以下性质：如果p是一个素数，且p能整除两个整数的乘积ab，那么p要么能整除a，要么能整除b。因此，我们可以说：
正整数n是素数，当且仅当理想nZ是Z的素理想。

### 例子
- 如果R表示复系数二元多项式环C[X, Y]，那么由多项式Y2 − X3 − X − 1生成的理想是素理想（参见椭圆曲线）。
- 在整系数多项式环Z[X]中，由2和X生成的理想是素理想。它由所有常数项为偶数的多项式组成。
- 在任何环R中，极大理想是一个理想M，它是R的所有真理想的集合中的极大元，也就是说，M包含在R的正好两个理想内，即M本身和整个环R。每一个极大理想实际上是素理想；在主理想整环中，每一个非零的素理想都是极大的，但这一般不成立。
- 如果M是光滑流形，R是M上的光滑函数环，而x是M中的一个点，那么所有满足f(x) = 0的光滑函数f形成了R内的一个素理想（甚至是极大理想）。

### 性质
- 交换环R中的理想I是素理想，当且仅当商环R/I是整环。
- 环R的理想I是素理想，当且仅当R \ I在乘法运算下封闭。
- 每一个非零的交换环都含有至少一个素理想（实际上它含有至少一个极大理想），这是克鲁尔定理的一个直接结果。
- 一个交换环是整环，当且仅当{0}是一个素理想。
- 一个交换环是體，当且仅当{0}是唯一的素理想，或等价地，当且仅当{0}是一个极大理想。
- 一个素理想在环同态下的原像是素理想。
- 两个素理想的和不一定是素理想。例如，考虑环{\displaystyle \mathbb {C} [x,y]}，它的素理想为P = (x2 + y2 - 1)和Q = (x)（分别由x2 + y2 - 1和x生成）。然而，它们的和P + Q = (x2 + y2 - 1 , x) = (y2 - 1 , x)不是素理想。注意商环具有零因子意味着不是整环，因此P + Q不能是素理想。

## 非交换环的素理想
如果R是非交换环，那么R的理想P是素理想，如果它具有以下两个性质：
- 只要a，b是R的两个元素，使得对于R的所有元素r，它们的乘积arb都位于P内，那么要么a位于P内，要么b位于P内。
- P不等于整个环R。

对于交换环，这个定义等价于前面所述的定义。对于非交换环，这两个定义是不同的。使ab位于P内意味着a或b位于P内的理想称为完全素理想。完全素理想是素理想，但反过来不成立。例如，n × n矩阵环中的零理想是素理想，但不是完全素理想。

### 例子
- 任何极大理想都是素理想。
- 任何本原理想都是素理想。
- 任何素环的零理想都是素理想。